# Forns de calçs de la Sària
Els Forns de calçs de la Sària és una obra de Maials (Segrià) inclosa a l'Inventari del Patrimoni Arquitectònic de Catalunya.

## Descripció
Les restes d'aquests dos antics forns de calç es troben al sud-oest del nucli de Maials a l'indret anomenat el Pla de la Sària. Els forns estan envoltats de vegetació i de la seva estructura original en resten tan sols parts del cendrer i l'olla excavats a la roca, les restes dels altres elements que els formaven estan enrunats i dispersos o bé han desaparegut.